# ALBtelecom
ALBtelecom war der größte Festnetz- und Internetanbieter in Albanien. Das Unternehmen wurde 1992 vom Enti Rregullator i Telekomunikacioneve (deutsch Regulierungsbehörde für Telekommunikation) lizenziert und zunächst durch den Staat geleitet. Nach einer Privatisierung in den 2000er Jahren wurde das Unternehmen 2023 mit einem Konkurrenten zu One Albania fusioniert.

## Angebot
Neben dem Festnetz bietet ALBtelecom Internetnutzung mit ADSL-, Dial-Up- und ISDN-Service. Das landesweite Faseroptiknetz hatte 2022 eine Länge von rund 4500 Kilometern.
ALBtelecom mobile war ein direktes Tochterunternehmen der ALBtelecom und unterstand ihr zu 100 %. Die Tochter wurde am 12. März 2008 als Eagle Mobile gegründet. Sie bot Mobilfunkabonnements an.

## Privatisierung
Mit 76 % war ein türkisches Konsortium seit dem 1. Oktober 2007 an ALBtelecom beteiligt, bestehend aus Çalık Holding (80 %) und Türk Telekom (20 %). Die restlichen 24 % wurden durch die albanische Regierung gehalten. Die Privatisierung kam durch ein wirtschaftliches Reformprogramm der Regierung zustande.
2022 hat der ungarische Mobilfunkanbieter 4iG Anteile von über 80 % an ALBtelecom übernommen. Der albanische Staat hielt knapp über 16 %. Gleichzeitig erworben die Ungarn eine Mehrheit am Konkurrenten One Telecommunications.

## Kennzahlen
ALBtelecom beherrschte um das Jahr 2010 zu rund 80 % den albanischen Festnetzmarkt. Außerdem gab es 75.000 Internetabonnenten.
2022 hatte ALBtelecom einen Anteil von rund 15 % am Mobilfunkmarkt in Albanien.

## Einzelbelege
1. 1 2  Countryreviews - Albania. (PDF) Deloitte, 2007, ehemals im Original (nicht mehr online verfügbar); abgerufen am 20. März 2011. (Seite nicht mehr abrufbar. Suche in Webarchiven)
2. ↑  The Big Fusion Continues, ONE Telecommunications and ALBtelecom Legally Merged to Become ONE Albania. In: Albanian Daily News. 5. Januar 2023, abgerufen am 7. April 2023 (englisch).
3. ↑  Paul Lipscombe: 4iG finalizes merger of two Albanian operators to form ONE Albania. In: DCD. 4. Januar 2023, abgerufen am 7. April 2023 (englisch).
4. ↑  Zgjerohet rrjeti ALBtelecom i fibrës optike: Mbi 100 mijë linja në të gjithë vendin! In: Top Channel. 11. Januar 2022, abgerufen am 7. April 2023 (albanisch).
5. ↑  Shailaja Pai: Hungary's 4iG acquires Albania's Albtelecom. In: Developing Telecoms. 10. Dezember 2021, abgerufen am 7. April 2023 (englisch).
6. ↑  4iG could acquire the fastest growing Albanian mobile operator. Medienmitteilung. In: 4iG. 23. Dezember 2021, abgerufen am 7. April 2023 (englisch).
7. ↑  Pjesët tregut sipas përdoruesve aktivë të telefonisë celulare. (PDF) Autoriteti i Komunikimeve Elektronike dhe Postare (AKEP), Juni 2022, abgerufen am 7. April 2023 (albanisch).